# Bonifatius VI.
Bonifatius VI. († April 896) wurde im April 896 formlos von den Gegnern seines Vorgängers Formosus zum Papst ernannt. Das Amt des Presbyters hatte er schon vorher wegen  unsittlicher Lebensführung verloren.
Sein Pontifikat währte jedoch nicht lang, er starb bereits 15 Tage nach Amtsantritt. Es war das drittkürzeste der Geschichte; das Jahr 896 war somit ein Dreipäpstejahr.